# Primorska nogometna liga 1987./88.
Primorska nogometna liga je bila liga šestog stupnja nogometnog prvenstva Jugoslavije u sezoni 1987./88. 
 
Sudjelovalo je ukupno 15 klubova, a prvak je bio "Lovran". 

## Ljestvica
| mj. | klub                     | ut. | pob. | ner. | por. | gol+ | gol- | bod |
| --- | ------------------------ | --- | ---- | ---- | ---- | ---- | ---- | --- |
| 1.  | Lovran                   | 26  | 17   | 6    | 3    | 51   | 19   | 40  |
| 2.  | Rječina Dražice          | 26  | 16   | 6    | 4    | 60   | 23   | 38  |
| 3.  | Crikvenica               | 26  | 14   | 8    | 4    | 39   | 29   | 36  |
| 4.  | Krk                      | 26  | 13   | 9    | 4    | 57   | 33   | 35  |
| 5.  | Draga (Mošćenička Draga) | 26  | 14   | 4    | 8    | 62   | 36   | 32  |
| 6.  | Bunjevac Krivi Put       | 26  | 12   | 7    | 7    | 72   | 43   | 31  |
| 7.  | Bakarac                  | 26  | 9    | 8    | 9    | 44   | 36   | 26  |
| 8.  | Zamet Rijeka             | 26  | 10   | 6    | 10   | 46   | 42   | 26  |
| 9.  | Lošinj (Mali Lošinj)     | 26  | 9    | 2    | 15   | 37   | 63   | 20  |
| 10. | Jadranovo                | 26  | 7    | 5    | 14   | 39   | 44   | 19  |
| 11. | Turbina Tribalj          | 26  | 7    | 5    | 14   | 30   | 51   | 19  |
| 12. | Primorac Šmrika          | 26  | 7    | 3    | 16   | 22   | 44   | 17  |
| 13. | Krasica                  | 14  | 3    | 7    | 4    | 20   | 18   | 13  |
| 14. | Turnić Rijeka            | 26  | 2    | 4    | 10   | 22   | 76   | 8   |
|     | Viševica Bribir          | 14  | 2    | 2    | 10   | 18   | 6\|  |     |

- "Krasica" i "Viševica" Bribir odustali nakon jesenskog dijela

## Rezultatska križaljka
| kratica | klub                     | BAK | BUNJ | CRI | DRA | JAD | KRA | KRK | LOŠ | LOV | PRI | RJE | TURB | TURN | ZAM | VIŠ |
| --- | ------------------------ | --- | ---- | --- | --- | --- | --- | --- | --- | --- | --- | --- | ---- | ---- | --- | --- |
| BAK | Bakarac                  |     |      |     |     |     |     |     |     |     |     |     |      |      |     |     |
| BUNJ | Bunjevac Krivi Put       |     |      |     |     |     |     |     |     |     |     |     |      |      |     |     |
| CRI | Crikvenica               |     |      |     |     |     |     |     |     |     |     |     |      |      |     |     |
| DRA | Draga (Mošćenička Draga) |     |      |     |     |     |     |     |     |     |     |     |      |      |     |     |
| JAD | Jadranovo                |     |      |     |     |     |     |     |     |     |     |     |      |      |     |     |
| KRA | Krasica                  |     |      |     |     |     |     |     |     |     |     |     |      |      |     |     |
| KRK | Krk                      |     |      |     |     |     |     |     |     |     |     |     |      |      |     |     |
| LOŠ | Lošinj (Mali Lošinj)     |     |      |     |     |     |     |     |     |     |     |     |      |      |     |     |
| LOV | Lovran                   |     |      |     |     |     |     |     |     |     |     |     |      |      |     |     |
| PRI | Primorac Šmrika          |     |      |     |     |     |     |     |     |     |     |     |      |      |     |     |
| RJE | Rječina Dražice          |     |      |     |     |     |     |     |     |     |     |     |      |      |     |     |
| TURB | Turbina Tribalj          |     |      |     |     |     |     |     |     |     |     |     |      |      |     |     |
| TURN | Turnić Rijeka            |     |      |     |     |     |     |     |     |     |     |     |      |      |     |     |
| ZAM | Zamet Rijeka             |     |      |     |     |     |     |     |     |     |     |     |      |      |     |     |
| VIŠ | Viševica Bribir          |     |      |     |     |     |     |     |     |     |     |     |      |      |     |     |
| |                          |     |      |     |     |     |     |     |     |     |     |     |      |      |     |     |
| podebljan rezultat - utakmice od 1. do 15. kola (1. utakmica između klubova) rezultat normalne debljine - utakmice od 16. do 30. kola (2. utakmica između klubova) rezultat nakošen - nije vidljiv redoslijed odigravanja međusobnih utakmica iz dostupnih izvora rezultat nakošen i smanjen * - iz dostupnih izvora nije uočljiv domaćin susreta prekrižen rezultat - poništena ili brisana utakmica p - utakmica prekinuta 3:0 p.f. / 0:3 p.f. - rezultat 3:0 bez borbe (_:_ 11 m) - rezultat u raspucavanju jedanaesteraca u slučaju neriješenog rezultata |                          |     |      |     |     |     |     |     |     |     |     |     |      |      |     |     |

 Izvori: 